# Danny Jansen
Danny Jansen (* 15. Mai 2002 in Holten) ist ein niederländischer Dartspieler. Sein Spitzname lautet, bezogen auf seine Frisur, The Mullet, zu deutsch Der Vokuhila.

## Karriere
Jansen begann seine internationale Dartskarriere im Jugendbereich im Jahr 2018 und konnte im selben Jahr noch seinen ersten Titel bei der World Darts Federation (WDF) erringen, als er bei den Czech Open das Jugendturnier gewann. Im März des darauffolgenden Jahres gewann er ebenfalls das Jungenturnier der West Fries Open. Bei den German Open im April erreichte Jansen beim Herrenwettbewerb das Viertelfinale, nachdem er unter anderem Wayne Warren besiegen konnte. Erst eine 0:5-Niederlage durch Wesley Harms konnte ihn stoppen.
Im Juli 2019 war Jansen Teil des niederländischen Teams beim WDF Europe Cup Youth in Ankara. Im Einzel schied er im Achtelfinale gegen Leighton Bennett aus. Als Team erreichten er und seine Teampartner das Finale, welches mit 8:9 knapp gegen Irland verloren ging. Der Gesamtsieg bei den Jungen ging allerdings an die Niederländer und somit auch an Jansen. Mitte August versuchte er sich zum ersten Mal auf der PDC Development Tour, gewann jedoch nur ein Spiel. Kurz darauf gewann Jansen das Jugendturnier der French Open. Bei den World Masters Youth Ende Oktober gewann er ein Spiel. Drei Wochen später verlor Jansen das Finale des Jugendturniers der Czech Open.
Jansen versuchte sich am Qualifier für die Jugend-WM der BDO, scheiterte jedoch im letzten Spiel gegen Leighton Bennett. Auch bei den Dutch Open Youth Anfang 2020 scheitert Jansen bereits nach Spiel eins, allerdings gegen den Turniersieger Mark Tabak. Im Februar erspielte Jansen bei der PDC Development Tour erstmals Preisgeld. Auch an den restlichen Turnieren der Development Tour nahm Jansen teil, scheiterte aber klar an der Qualifikation für die Jugend-WM der PDC.
Im Januar 2021 nahm Jansen erstmals an der PDC Qualifying School teil. Er schied jedoch punktlos bereits in der First Stage aus. Daraufhin nahm Jansen erneut an der Development Tour sowie an der Challenge Tour teil, konnte jedoch keine größeren Erfolge erzielen. Auch bei den Turnieren der WDF blieb Jansen erfolglos. Anfang Dezember versuchte er sich am Qualifier für die WDF World Darts Championship 2022, verlor jedoch das letzte Spiel gegen Ryan de Vreede mit 5:6.
Im Januar 2022 nahm Jansen erneut an der Q-School teil. Nach zwei Niederlagen in der ersten Runde gelang ihm am dritten und letzten Tag der First Stage der Einzug in die Final Stage. Hier erreichte Jansen dann einmal das Viertel- und einmal das Halbfinale und schloss die European Q-School Order of Merit auf Platz fünf ab. Damit erspielte er sich die Tour Card für 2022 und 2023.
Folglich spielte Jansen ab sofort die Turnier der PDC Pro Tour 2022. Außerdem nahm er an den UK Open 2022 teil. Er gewann auch sein Erstrundenmatch gegen Liam Meek und konnte auch Scott Mitchell in Runde zwei schlagen, bevor er Ricky Evans unterlag.
Am 1. April 2022 gelang ihm auf der Tour ein überraschender Turniersieg beim Players Championship Nummer 9. Jansen schlug nacheinander Radek Szagański, William O’Connor, Weltmeister Peter Wright, Krzysztof Ratajski, Chris Dobey und Dave Chisnall, bevor er das Finale gegen Andrew Gilding mit 8:6 für sich entscheiden konnte. Jansen strich hierfür ein Preisgeld von £ 12.000 ein.
Ende desselben Monats gab Jansen dann sein Debüt auf der European Darts Tour. Bei den Austrian Darts Open gewann Jansen erneut gegen Radek Szagański und konnte auch den Gesetzten Luke Humphries aus dem Turnier nehmen, bevor er das Achtelfinale gegen Ricky Evans mit 0:6 verlor. Auch beim European Darts Grand Prix, seinem zweiten European Tour-Turnier, gewann Jansen sein Erstrundenmatch, diesmal gegen Martijn Kleermaker, bevor er gegen Brendan Dolan verlor. Eine Woche später bei der Dutch Darts Championship schlug Jansen vor heimischer Kulisse seinen Landsmann Vincent van der Voort, unterlag dann aber Michael Smith mit 4:6.
Seine Erfolge auf der Pro Tour blieben daraufhin eher aus, dieser eine Sieg reichte aber für die Qualifikation für die Players Championship Finals 2022. Dort traf er in Runde eins auf José de Sousa und verlor mit 2:6.
Auch für die Qualifikation zur PDC World Darts Championship 2023 reichte sein einer Pro Tour-Sieg. Hier bekam er zunächst Paolo Nebrida von den Philippinen zugelost, mit dem sich Jansen zwar schwertat, den er aber dennoch mit 3:2 besiegte. In der zweiten Runde verlor er dann aber gegen Krzysztof Ratajski mit 1:3.
Im Kalenderjahr 2023 gelangen ihm dann quasi gar keine Erfolge mehr. Er qualifizierte sich für ein einziges European Tour-Event, bei dem er das erste Spiel verlor und Kamm bei den Players Championships 2023 nur einmal ins Achtelfinale. Die UK Open 2023 endeten nach einem 6:4-Sieg über Bradley Brooks und einem 6:1-Erfolg gegen Lewy Williams mit einer 9:10-Niederlage gegen Jeffrey de Zwaan. Damit beendete Jansen das Jahr 2023 zwar auf Rang 72, der reicht aber nicht aus um die Tour Card zu halten.
Jansen ging somit bei der Q-School in der Final Stage an den Start. In dieser gewann er insgesamt vier Spiele, verfehlte jedoch das Ziel Rückgewinn der Tour Card. Beim darauffolgenden Challenge Tour-Wochenende gewann Jansen das zweite Turnier mit 5:3 gegen Darryl Pilgrim und stand in zwei weiteren Finale. Im weiteren Jahresverlauf erzielte Jansen auch auf der Development Tour gute Ergebnisse. So stand er am Ende des Jahres in der Challenge Tour Order of Merit auf Rang sechs und in der Development Tour Order of Merit auf Rang sieben.
Damit durfte Jansen bei der Q-School 2025 erneut in der Final Stage starten. Er gewann jedoch nur zwei Spiele und keinen Punkt für die Rangliste.

## Weltmeisterschaftsresultate

### JDC
- 2019: Achtelfinale (1:4-Niederlage gegen  Daan Bastiaansen)

### PDC-Junioren
- 2022: Viertelfinale (2:6-Niederlage gegen  Callan Rydz)
- 2024: Gruppenphase (4:5-Niederlage gegen  Nathan Potter, 3:5-Niederlage gegen  Keenan Thomas und 5:3-Sieg über  Charlie Large)

### PDC
- 2023: 2. Runde (1:3-Niederlage gegen  Krzysztof Ratajski)

## Titel

### BDO
- Jugend
  - 2018: Czech Open
  - 2019, French Open, West Fries Open

### PDC
- Pro Tour
  - Players Championships
    - Players Championships 2022: 9
- Secondary Tour Events
  - PDC Challenge Tour
    - PDC Challenge Tour 2024: 2

  - PDC Development Tour
    - PDC Development Tour 2024: 1

### WDF
- Cups
  - WDF Europe Cup Youth Overall (1): 2019

## Privates
Seit Sommer 2022 ist Jansen mit seiner Freundin Hannah Lynn liiert. Am 10. August 2023 wurden die beiden Eltern eines Sohnes.